# Liste der Wappen in Venetien
Die Liste der Wappen in Venetien zeigt die Wappen der Provinzen der Region Venetien in der Republik Italien. In dieser Liste sind die Wappen jeweils mit einem Link auf den Artikel über die Provinz und mit einem Link auf die Liste der Wappen der Orte in dieser Provinz angezeigt.

Wappen Venetiens
Flagge Venetiens
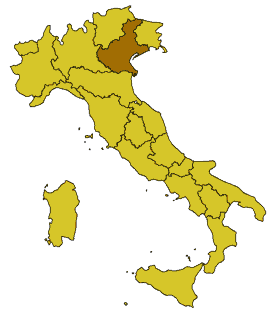
Lage der Region Venetien in Italien
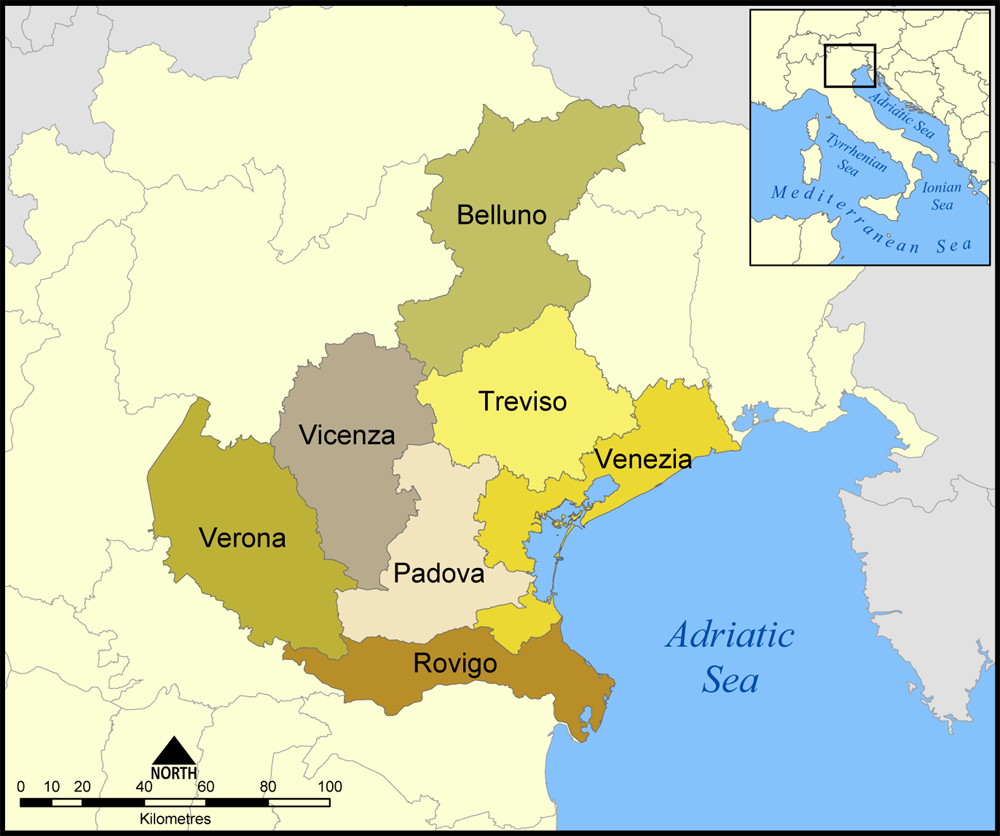
Lage der Provinzen in Venetien

## Wappen der Provinzen der Region Venetien

Provinz Belluno (Wappen der Orte)
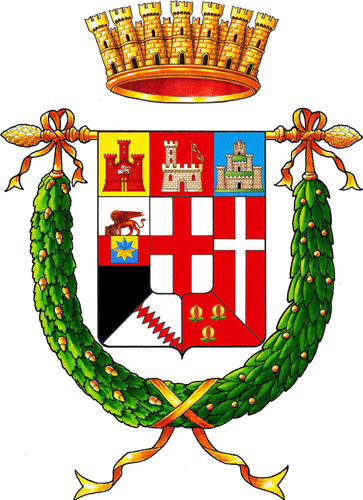
Provinz Padua (Wappen der Orte)
Provinz Rovigo (Wappen der Orte)
Provinz Treviso (Wappen der Orte)
Metropolitanstadt Venedig (Wappen der Orte)
Provinz Verona (Wappen der Orte)
Provinz Vicenza (Wappen der Orte)